# The Werewolf
The Werewolf er en amerikansk stumfilm fra 1913 af Henry MacRae.

## Medvirkende
- Clarence Burton som Ezra Vance
- Marie Walcamp som Kee-On-Ee
- Phyllis Gordon som Watuma
- Lule Warrenton som Kee-On-Ee
- Sherman Bainbridge som Stone Eye